# Operahuset i Oslo

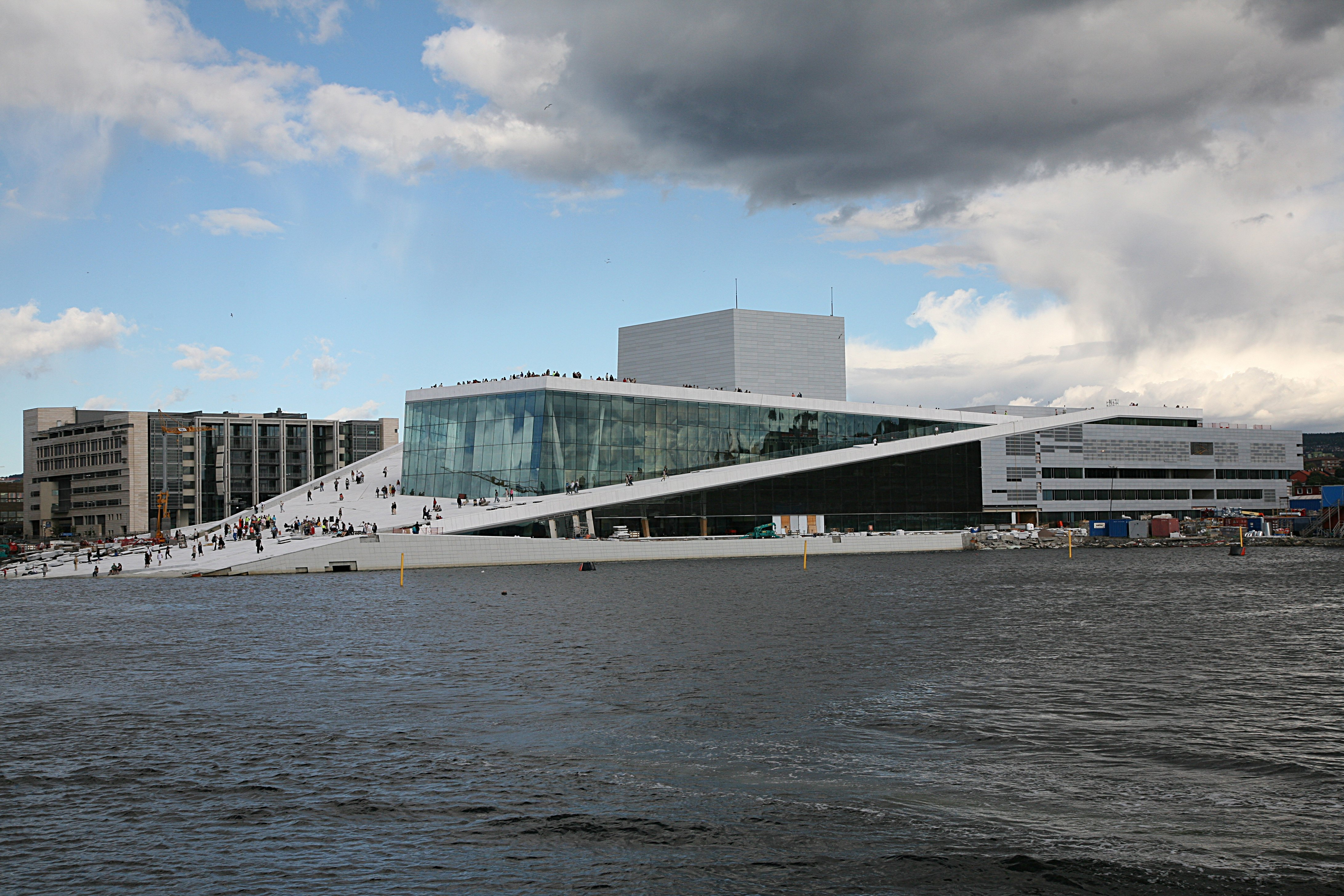
Operahuset i Oslo i augusti 2007.

Operahuset i Oslo är Den Norske Operas hus i Bjørvika i centrala Oslo. 

## Byggnaden

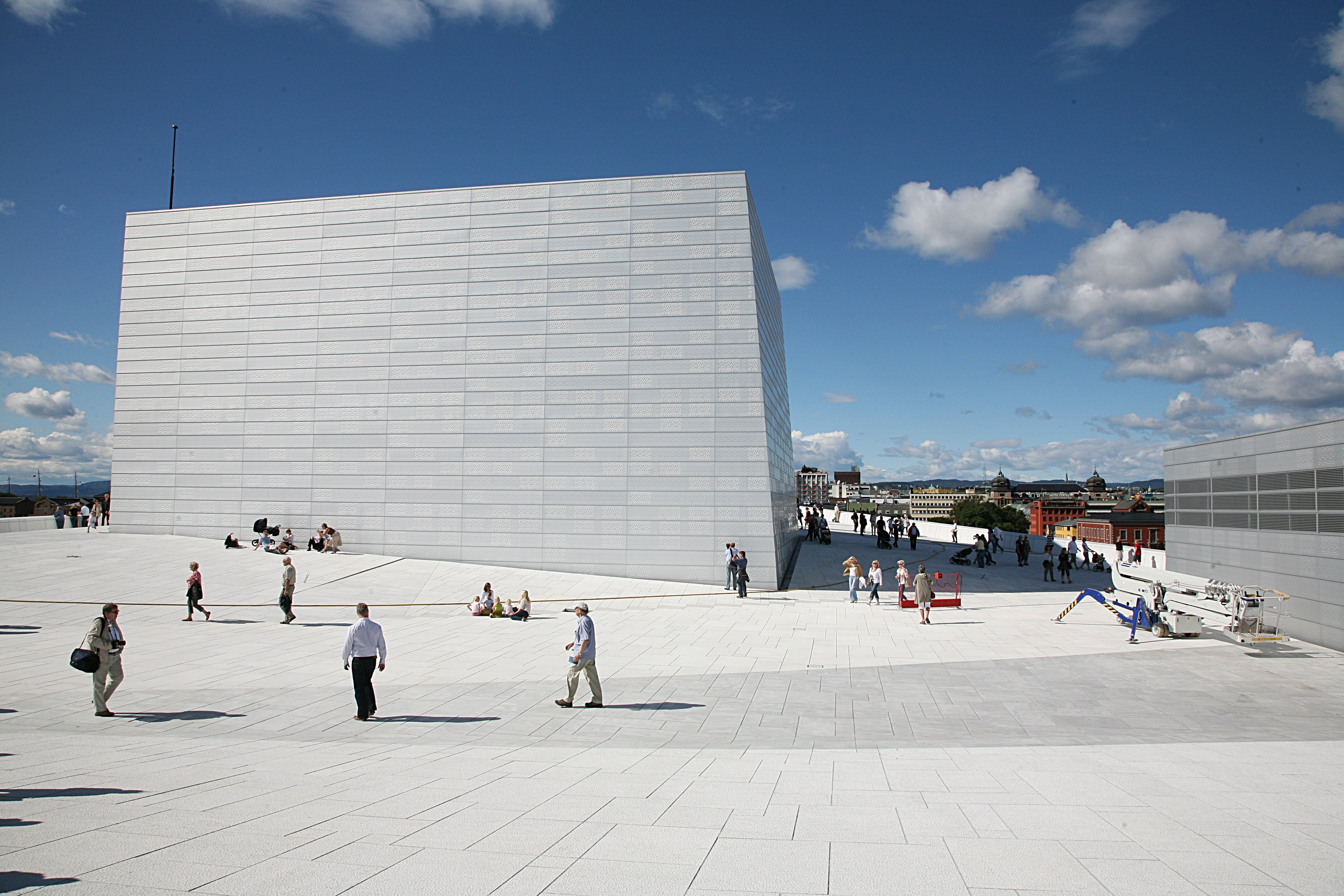
Operans tak

Operan är ritad av arkitektkontoret Snøhetta som vann en arkitekttävling år 2000. Bygget stod färdigt vintern 2007–2008. Invigningen skedde 12 april 2008.
Byggnaden är på 38 500 m² fördelat på ca 1 100 rum, varav två stora salar. Byggherre för operan var Statsbygg. Kostnadsramen var på 3,9 miljarder norska kronor. För driften svarar det statliga bolaget Den Norske Opera & Ballett.
Operahuset är klätt med plattor av vit carraramarmor utvändigt och invändigt. Delar av den rena marmorn började redan sommaren och hösten 2007 att gulna, troligen på grund av kemikalier som användes för att sätta fast plattorna.
Beslutet att bygga ett nytt operahus tog lång tid och var omstritt. I november 2012 blev byggnaden kulturskyddad av myndigheten Riksantikvaren.

## Salarna

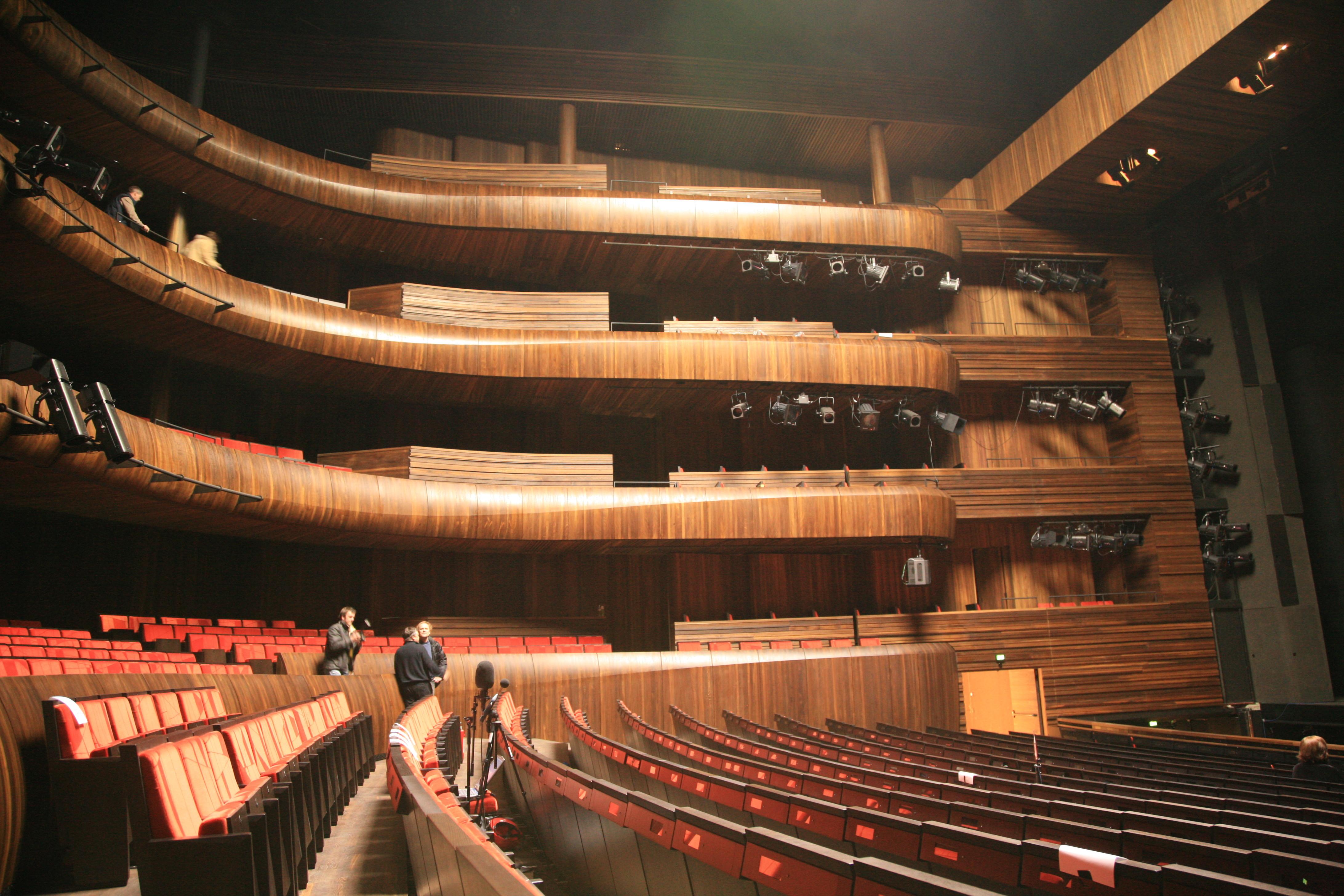
Huvudscenen

Det finns två salar, en med 1 358 sittplatser och en med 400 sittplatser. Huvudsalen är hästskoformad och har tre ekklädda balkongrader, allt utformat med tanke på akustiken.

## Ljuskronan

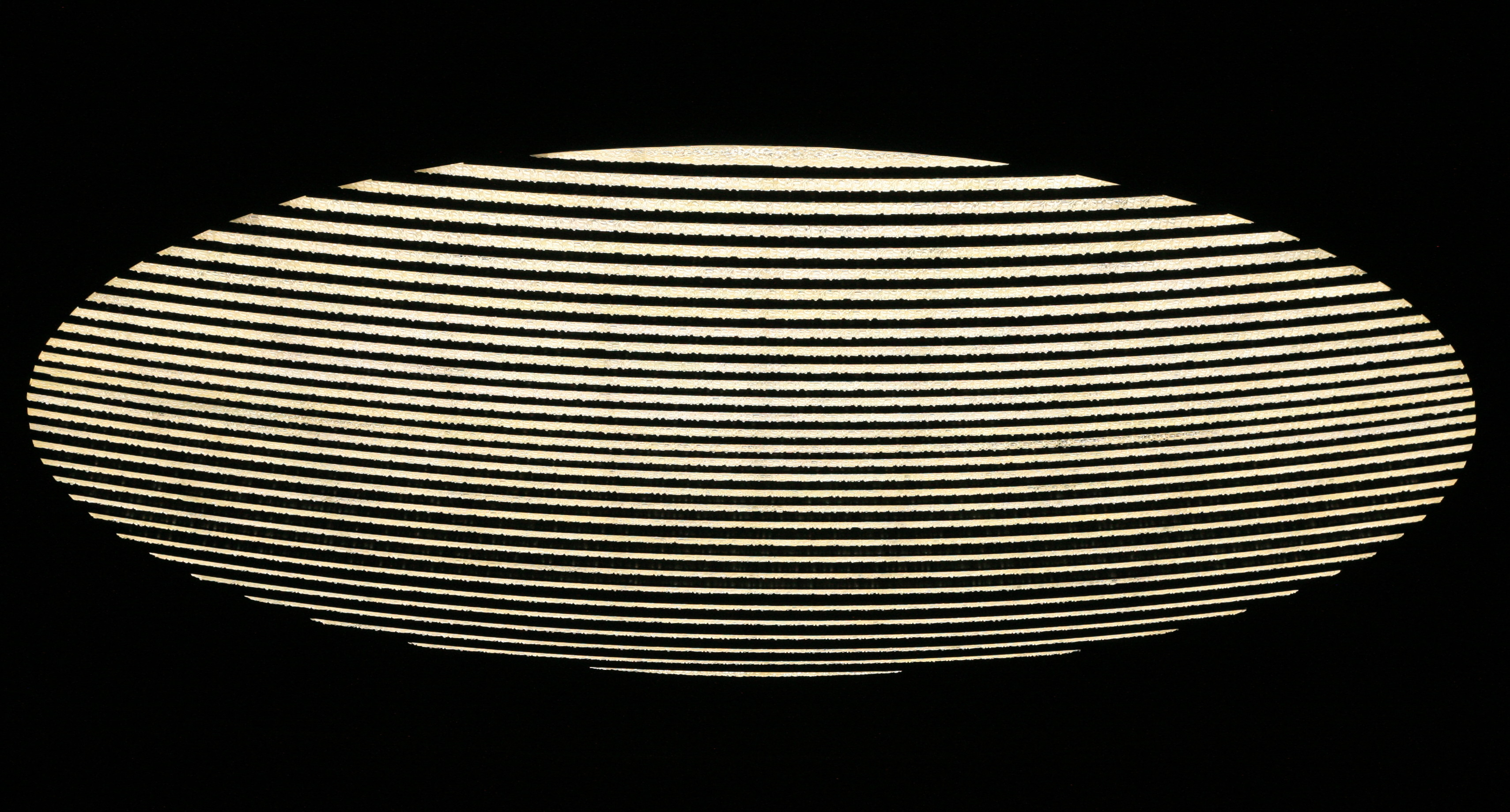
Ljuskronan

Ljuskronan är Nordens största. Den är designad av arkitektfirman Snøhetta AS i samarbete med Hadeland Glassverk. Den ska inte bara ge ljus utan också bidra till akustiken i salen. Ljuskronan väger 8,5 ton och har en diameter på 7 meter. Kronan innehåller cirka 8 000 ljusdioder och cirka 5 800 kristaller. Ljuskronan kan sänkas ned i salen för underhåll.